# 弗里曼 (亞利桑那州)
弗里曼（英語：Freeman）是位於美國亞利桑那州馬里科帕縣的一個非建制地區。該地的面積和人口皆未知。

## 地理
弗里曼的座標為32°50′45″N 112°17′48″W / 32.84583°N 112.29667°W，而該地的平均海拔高度為543米（即1781英尺）。